# Mirko Felicetti
Mirko Felicetti (15 juli 1992) is een Italiaanse snowboarder.

## Carrière
Bij zijn wereldbekerdebuut, in maart 2011 in Valmalenco, scoorde Felicetti direct wereldbekerpunten. In december 2014 stond de Italiaan in Montafon voor de eerste maal in zijn carrière op het podium van een wereldbekerwedstrijd. Op de FIS wereldkampioenschappen snowboarden 2015 in Kreischberg eindigde Felicetti als achtste op de parallelslalom en als 48e op de parallelreuzenslalom.

## Resultaten

### Olympische Winterspelen
| Jaar | Plaats      | Resultaten               |
| ---- | ----------- | ------------------------ |
| 2018 | Pyeongchang | 29e Parallelreuzenslalom |
| 2022 | Peking      | 12e Parallelreuzenslalom |

### Wereldkampioenschappen
| Jaar | Plaats        | Resultaten                                  |
| ---- | ------------- | ------------------------------------------- |
| 2015 | Kreischberg   | 8e Parallelslalom 48e Parallelreuzenslalom  |
| 2017 | Sierra Nevada | 13e Parallelslalom 15e Parallelreuzenslalom |
| 2021 | Rogla         | 10e Parallelreuzenslalom                    |
| 2023 | Bakoeriani    | 38e Parallelreuzenslalom                    |
| 2025 | Engadin       | 7e Parallelreuzenslalom                     |

### Wereldbeker
Eindklasseringen
| Seizoen   | Algm | PAR | PGS | PSL    |
| --------- | ---- | --- | --- | ------ |
| 2010/2011 | 159e | 79e | –   | –      |
| 2011/2012 | –    | 61e | –   | –      |
| 2012/2013 | –    | 77e | 71e | –      |
| 2013/2014 | –    | –   | –   | –      |
| 2014/2015 | –    | 7e  | 11e | 6e     |
| 2015/2016 | –    | 7e  | 16e | Zilver |

Wereldbekeroverwinningen
| Datum            | Plaats        | Discipline           |
| ---------------- | ------------- | -------------------- |
| 29 februari 2020 | Blue Mountain | Parallelreuzenslalom |